# Saint-Paulet-de-Caisson
Saint-Paulet-de-Caisson ist eine französische Gemeinde mit 1894 Einwohnern (Stand 1. Januar 2022) im Département Gard in der Region Okzitanien.

## Geografie
Saint-Paulet-de-Caisson liegt im äußersten Norden des Départements Gard und damit am Schnittpunkt mehrerer Regionen und Landschaften. Zum einen grenzt die Gemeinde an das Département Ardèche, zum anderen liegt sie zwischen dem einige Kilometer östlich verlaufenden Rhoneufer und den Cevennen, die sich westlich in Nord-Süd-Richtung ausbreiten. Jenseits der Rhône gehen die historischen Landschaften Provence und Dauphiné ineinander über, während Saint-Paulet sich zum Languedoc zählen lässt.
Durchflossen wird das Gemeindegebiet im Wesentlichen von der Ardèche, die nördlich des Ortskerns liegt und teilweise die Grenze zum Département Ardèche bildet. Daneben verlaufen der Ruisseau du Compère und der Ruisseau du Moulin in Ortsnähe. Die Nachbargemeinden von Saint-Paulet-de-Caisson sind Saint-Just-d’Ardèche im Norden, Pont-Saint-Esprit im Osten, Carsan und Saint-Michel-d’Euzet im Süden, Salazac im Südwesten sowie Saint-Julien-de-Peyrolas im Nordwesten. Die vier Kilometer östlich an der Rhône gelegene Stadt Pont-Saint-Esprit stellt den größten Nachbarort der Gemeinde dar.

### Infrastruktur
An den Fernverkehr ist der Ort über die Autoroute A7, die Richtung Norden nach Lyon und Richtung Süden nach Marseille führt, angebunden. Von ihr zweigt im nahegelegenen Orange die Autoroute A9 ab, die unter anderem über Nîmes und Montpellier bis zur spanischen Grenze und von dort aus weiter nach Barcelona führt.

## Geschichte

### Namensherkunft
Der Namensbestandteil Saint-Paulet geht auf den Apostel Paulus zurück. Während es sich dabei um eine sichere Annahme handelt, ist die Herkunft des Teils Caisson nicht derart klar. Der Chronist Eugène Germer Durand behauptete 1878 in einem seiner Werke, dass der Name auf eine alte Grafschaft zurückgehe, die zur Zeit Karls des Großen existiert habe und dass deren Name einzig im Ortsnamen von Saint-Paulet erhalten geblieben sei. Primärquellen aus dem 8. und 9. Jahrhundert erwähnen ein Valus Caxoniensis beziehungsweise Valus Caxonica, was vermutlich einen Abschnitt des Tals der Cèze rund um den heutigen Ort bezeichnete. Der Ursprung des Namens wird hingegen in der Zeit der römischen Besatzung gesehen und ginge demnach auf eine römische Villa zurück. Aus dem Vornamen des Besitzers der Anlage, der entsprechend Cassius heißen müsste, entwickelte sich dieser Theorie zur Folge die Bezeichnung für die Villa und später für das ganze Umland.
Der Teil des Namens, der auf den Apostel Paulus hinweist, bildete sich hingegen später heraus. Aus dem frühen 13. Jahrhundert wird der Ort von Quellen entweder nur mit dem Namen des Heiligen genannt oder, wie in einer Quelle aus dem Jahr 1209, bereits in seiner heutigen Form. Damals hieß das Dorf Sanctus Paulus de Caysson. In den ersten Jahrhunderten, nachdem die Bezeichnung durch den Apostel entstanden war, existierte sie sowohl in der Variante Saint-Paul als auch in deren Diminutiv Saint-Paulet. Um das Jahr 1600 herum hatte sich jedoch die Form Saint-Paulet durchgesetzt. 1774 und damit einige Jahre vor der Französischen Revolution wurde der Ort als Saint Paulet de Caÿsson erwähnt. Aufgrund der mit der Revolution verbundenen radikalen Entchristianisierung wurde der Name 1793 auf Caisson verkürzt. Es dauerte allerdings lediglich bis 1795, dass der ursprüngliche Name wiederhergestellt wurde. Seither hat er auch in der genauen Schreibweise seine heutige Form.

### Industriegeschichte
Der Steinkohlenbergbau in der gesamten Region setzte zu Beginn des 19. Jahrhunderts ein. In dieser frühen Phase des Abbaus wurde die Kohle nur von Privatleuten und ausschließlich zum Hausgebrauch verwendet. Unter dem Namen Société Aubert gründeten die beteiligten Personen 1805 eine Interessengemeinschaft. Aus ihr gingen später andere Gesellschaften derselben Form hervor, in deren Besitz die lokale Mine bis 1942 verblieb. Die Mine stellte bis zu ihrem Verkauf zwar eine wichtige Einkommensquelle des Ortes dar, verfügte aber auch über ein begrenztes Budget und verlangte einen großen körperlichen Einsatz der Arbeiter. Bei den Arbeitern handelte es sich dennoch meist um Bauern, die die Arbeit im Bergbau als Nebenerwerb nutzten. Es war der Konzern Pechiney, der die Mine 1942 aufkaufte und professionalisieren wollte. Trotz dieser Versuche überstieg die Fördermenge nie ein Niveau von etwas mehr als hundert Tonnen Kohle am Tag. Dementsprechend stand die Mine vor der Aufgabe, die im Dezember 1962 und damit 20 Jahre nach der Übernahme durch Pechiney erfolgte.
Neben der Mine existierte in Saint-Paulet ab 1929 eine Fabrik für Autokraftstoffe. Trotz einer hohen Qualität der Produkte musste die Fabrik nach einem halben Jahr wegen Geldmangels vorläufig schließen. Weil in Frankreich um 1936 Gerüchte um einen eventuell bevorstehenden Krieg aufkamen, wurde eine Wiedereröffnung diskutiert. Der Zweite Weltkrieg brach letztlich aus, bevor eine Entscheidung getroffen war. Die Überreste der Produktionsstätten und der Mine sind erhalten geblieben.

### Bevölkerungsentwicklung
| Jahr      | 1962 | 1968 | 1975 | 1982 | 1990 | 1999 | 2010 | 2018 |
| --------- | ---- | ---- | ---- | ---- | ---- | ---- | ---- | ---- |
| Einwohner | 870  | 930  | 944  | 1141 | 1431 | 1602 | 1771 | 1820 |

## Sehenswürdigkeiten

### Chartreuse de Valbonne

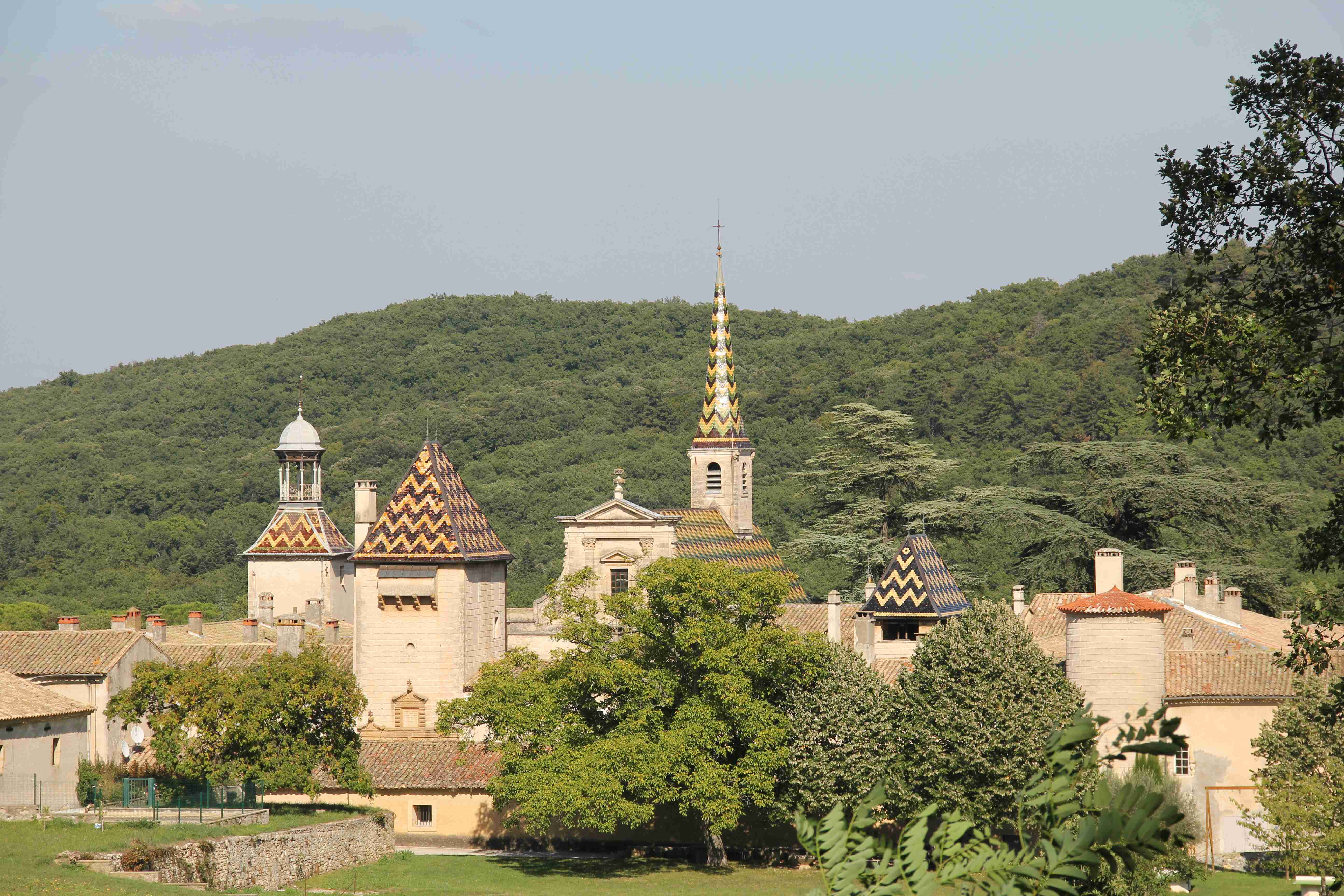
Die Chartreuse de Valbonne

Die Klosteranlage Chartreuse de Valbonne, bei der es sich um eine Kartause handelt, liegt rund sechs Kilometer außerhalb des Ortskerns in einer Talsenke. Von dieser leitet sich der Name ab, der sich aus vallis bona entwickelt hat und mit „gutes Tal“ zu übersetzen ist. Die Niederlassung wurde 1203 gegründet und entstand somit etwas mehr als hundert Jahre nach der Gründung des Kartäuserordens. Als durch den Hundertjährigen Krieg im 14. und 15. Jahrhundert zahlreiche Plünderer durch das Land zogen, war auch das Kloster betroffen und wurde schwer beschädigt. Dasselbe passierte im Verlauf der Hugenottenkriege, wobei die Chartreuse de Valbonne 1585 geplündert und in Brand gesetzt wurde. Dabei wurden die Dokumente, die seit ihrer Gründung dort entstanden und lagerten, vernichtet. Dank des Engagements eines Geistlichen namens François Laurent wurde die Kartause ab 1633 wieder aufgebaut. Dieses ist im Wesentlichen bis heute erhalten, auch wenn die Hauptkirche aus den 1770er-Jahren stammt.

Die Beschlüsse der Französischen Revolution zwangen die Mönche, das Kloster zu verlassen. Dieser Vorgang wurde am 1. Oktober 1790 abgeschlossen, als der letzte Bruder dem Kloster den Rücken kehrte und es zugleich in den Besitz des Staates überging. Ein Großteil der Anlage wurde durch Plünderung oder Verkauf von Objekten erneut schwer beschädigt. 1836 wurde es von den Kartäusern für eine Summe von 65.300 Francs zurückerworben und anschließend restauriert. Ein Gesetz, das unter anderem die erneute Konfiszierung kirchlichen Eigentums durch den Staat vorsah, veranlasste die in Valbonne lebenden Mönche 1901 zur Flucht nach Spanien, wo sie am Wiederaufbau der Kartause Aula Dei teilhatten. Für die Chartreuse de Valbonne, die 1907 in den Besitz eines Industriellen aus Calais überging, bedeutete dies hingegen das endgültige Ende ihrer Geschichte als besiedeltes Kloster. 1926 kaufte ein evangelischer Geistlicher die Anlage und errichtete dort eine 1929 eröffnete Leprakolonie. Weil sich die Krankheit nach dem Zweiten Weltkrieg immer weiter zurückzog, wurde daneben eine Einrichtung für Geisteskrankheiten geschaffen.

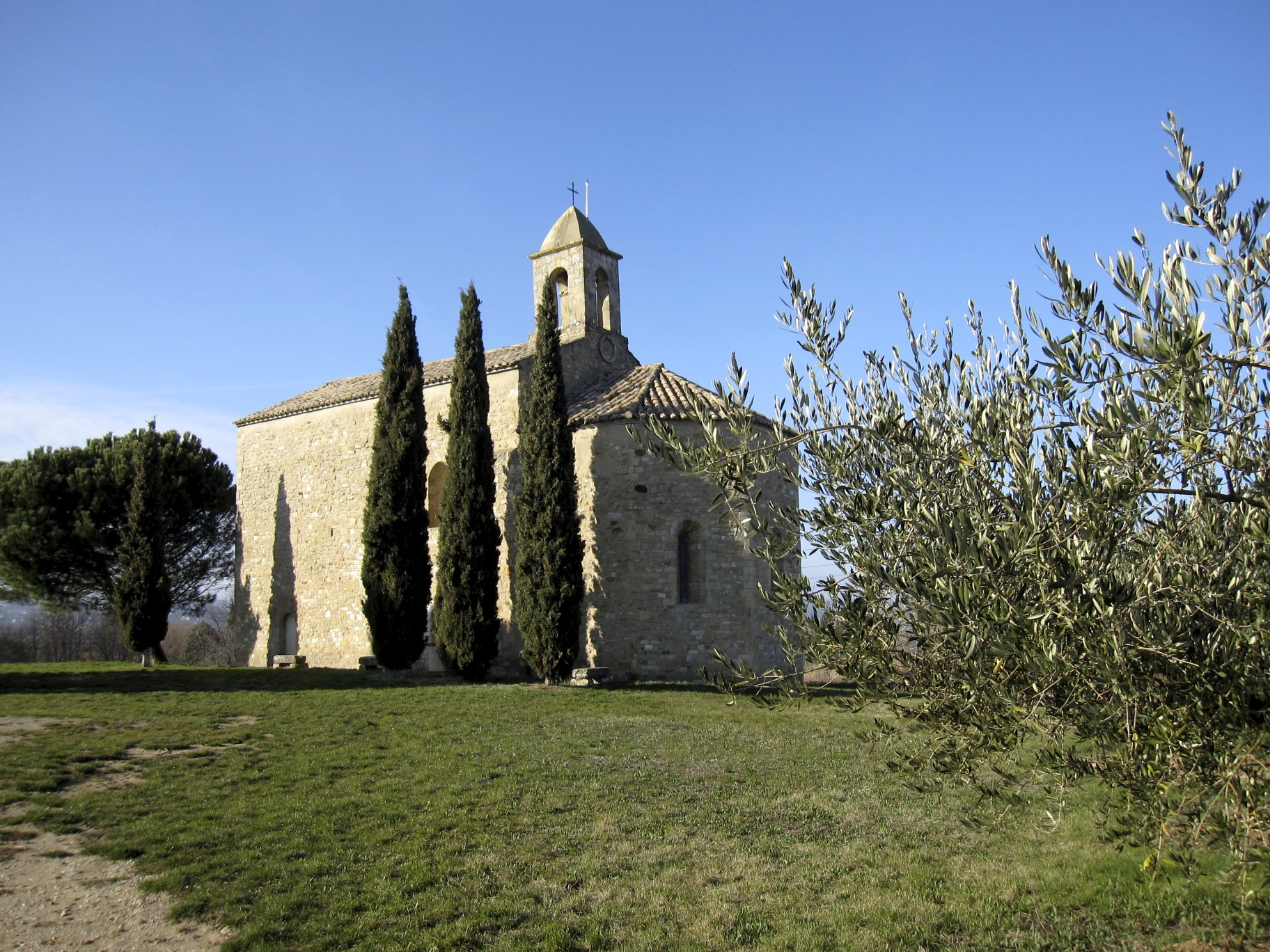
Kapelle Sainte-Agnès

### Kapelle Sainte-Agnès
Rund einen Kilometer nördlich des Ortes liegt die Kapelle Sainte-Agnès. Diese bestand zuerst aus einem einfachen Grundbau, bis im 12. Jahrhundert eine Apsis ergänzt wurde. Sie gilt als ein Beispiel für den in der Kapelle angewandten romanischen Baustil, der auch von dem sechs Bögen umfassenden Kirchenschiff verkörpert wird. Der kleine Glockenturm der Kapelle stammt vermutlich aus dem 17. Jahrhundert und wird als „Laterne der Toten“ bezeichnet. In früheren Zeiten gehörte zum Gelände des Gotteshauses ein Friedhof, der heute aber nicht mehr erhalten ist.